# راچستر (کنتاکی)
راچستر (به انگلیسی: Rochester) شهری در ایالت کنتاکی کشور ایالات متحده آمریکا است که جمعیت آن در سرشماری سال ۲۰۱۰ میلادی، ۱۵۲ نفر بوده‌است.